# ساليف تراوريه
ساليف تراوريه (بالفرنسية: Salif Traoré)‏ المعروف في الوسط الفني باسم أسالفو (بالفرنسية: A'salfo)‏ وهو مغني زوغلو إيفواري ولد في يوم 15 مارس 1975 في أبيدجان، ساحل العاج. ساليف تراوريه هو المغني الرئيسي لمجموعة ماجيك سيستم التي تأسست في 1997.

## وصلات خارجية
- ساليف تراوريه على موقع ميوزك برينز (الإنجليزية)
- ساليف تراوريه على موقع أول ميوزيك (الإنجليزية)
- ساليف تراوريه على موقع ديسكوغز (الإنجليزية)